# 푸앵트벨 공항
푸앵트벨 공항(Pointe Vele Airport, IATA: FUT, ICAO: NLWF)은 해외 프랑스령 왈리스 푸투나의 푸투나섬을 관할하는 공항이다. 이 공항은 Leava에서 동쪽으로 10킬로미터 지점에 위치해 있다.

## 기온 기록
2016년 1월 10일, 공항의 기상청은 35.8°C를 기록하였는데, 이는 왈리스 푸투나에서 지금까지 기록된 것 가운데 가장 높은 기온이었다.